# Ontario
Ontario (engl. Aussprache [ɒnˈtʰɛə̯ɹioʊ̯]) ist eine Provinz im Südosten Kanadas. Sie ist die mit Abstand bevölkerungsreichste und nach Québec die flächenmäßig zweitgrößte Provinz des Landes (Nunavut und die Nordwest-Territorien sind zwar größer, gehören jedoch zu den Territorien). Ontario grenzt an die Provinzen Manitoba im Westen und Québec im Osten sowie an fünf US-Bundesstaaten im Süden.
Hauptstadt Ontarios und gleichzeitig größte Stadt des Landes ist Toronto. Ottawa, die Hauptstadt Kanadas, befindet sich im Osten an der Grenze zu Québec. Ottawa gehört zu Ontario, im Gegensatz zu vielen anderen Flächenstaaten existiert in Kanada kein gesonderter Hauptstadtdistrikt. Bei der Volkszählung 2021 wurden 14.223.942 Einwohner gezählt, was 38,5 % der Bevölkerung Kanadas entspricht.

## Geographie
Die Provinz grenzt im Norden an die Hudson Bay und die James Bay, im Osten an Québec, im Süden an die amerikanischen Bundesstaaten Minnesota, Michigan, Ohio, Pennsylvania und New York und im Westen an die Provinz Manitoba. Ontarios südliche Grenze zu den Vereinigten Staaten besteht fast gänzlich aus Seen und Flüssen, beginnend mit dem Lake of the Woods. Sie verläuft weiter an vier der fünf Großen Seen (Oberer See, Huronsee, Eriesee und Ontariosee) und schließlich am Sankt-Lorenz-Strom in der Nähe von Cornwall. Der Ottawa River bildet einen Teil der Grenze zu Québec.
Ontario lässt sich in drei Hauptregionen gliedern:
- Der Kanadische Schild im Nordwesten und im Zentrum bedeckt rund die Hälfte der Provinzfläche. Er ist größtenteils kaum fruchtbar, aber reich an Mineralien und gleichzeitig überzogen mit Flüssen und Seen.
- Das sumpfige und bewaldete Tiefland der Hudson Bay im nordöstlichen Provinzgebiet, das fast unbewohnt ist.
- Das klimatisch gemäßigte und fruchtbare Tal im Süden entlang der Großen Seen und des Sankt-Lorenz-Stroms, wo sich Landwirtschaft, Industrie und Siedlungen konzentrieren. Rund 75 % der Bevölkerung Ontarios und ein Viertel der kanadischen Bevölkerung leben in der Region am westlichen Ende des Ontariosees; auch als Golden Horseshoe (goldenes Hufeisen) bezeichnet.

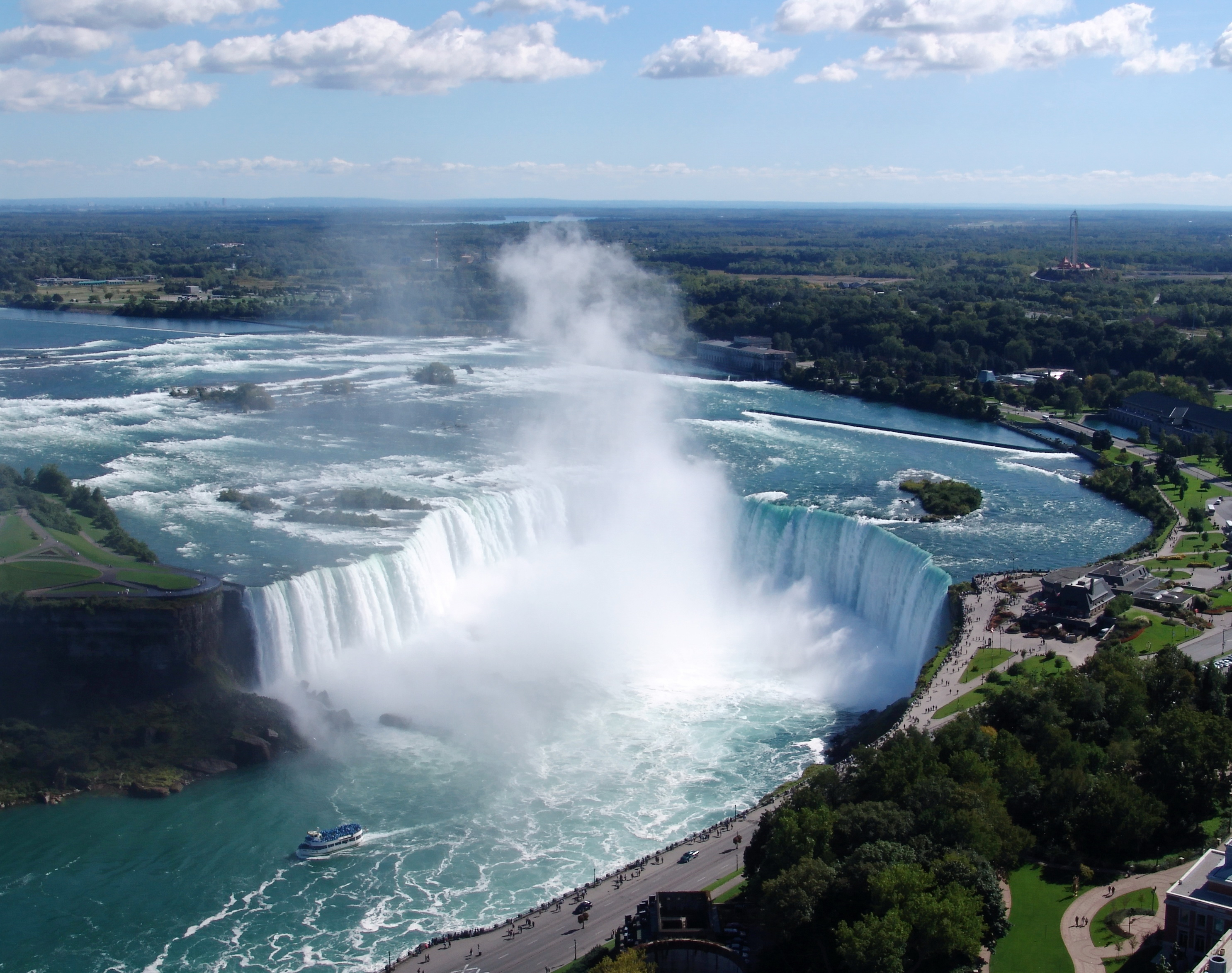
Niagarafälle

Trotz des Fehlens von Gebirgen wird ein großer Teil der Provinz von zahlreichen Hügelketten durchzogen, wobei insbesondere die Moränen im Kanadischen Schild sowie die Niagara-Schichtstufe im Süden zu nennen sind. Höchster Punkt der Provinz ist der 693 Meter hohe Ishpatina Ridge in der Nähe von Temagami. Ontario ist bekannt für seinen Wasserreichtum. In der Provinz gibt es rund 250.000 Seen sowie Flüsse mit einer Gesamtlänge von mehr als 100.000 Kilometern. Das bekannteste geographische Objekt sind die Niagarafälle. Der Sankt-Lorenz-Seeweg erlaubt Schifffahrt vom Atlantischen Ozean bis nach Thunder Bay im Nordwesten Ontarios.
In Ontario gibt es fünf Nationalparks: Den Bruce-Peninsula-Nationalpark auf der Bruce-Halbinsel am Huronsee, Georgian-Bay-Islands-Nationalpark an der Georgian Bay des Huronsees, den Point-Pelee-Nationalpark auf einer Landzunge im Eriesee (mit dem südlichsten Punkt des kanadischen Festlands), den Pukaskwa-Nationalpark nördlich des Oberen Sees und den Thousand-Islands-Nationalpark in der Region Thousand Islands.

### Klima

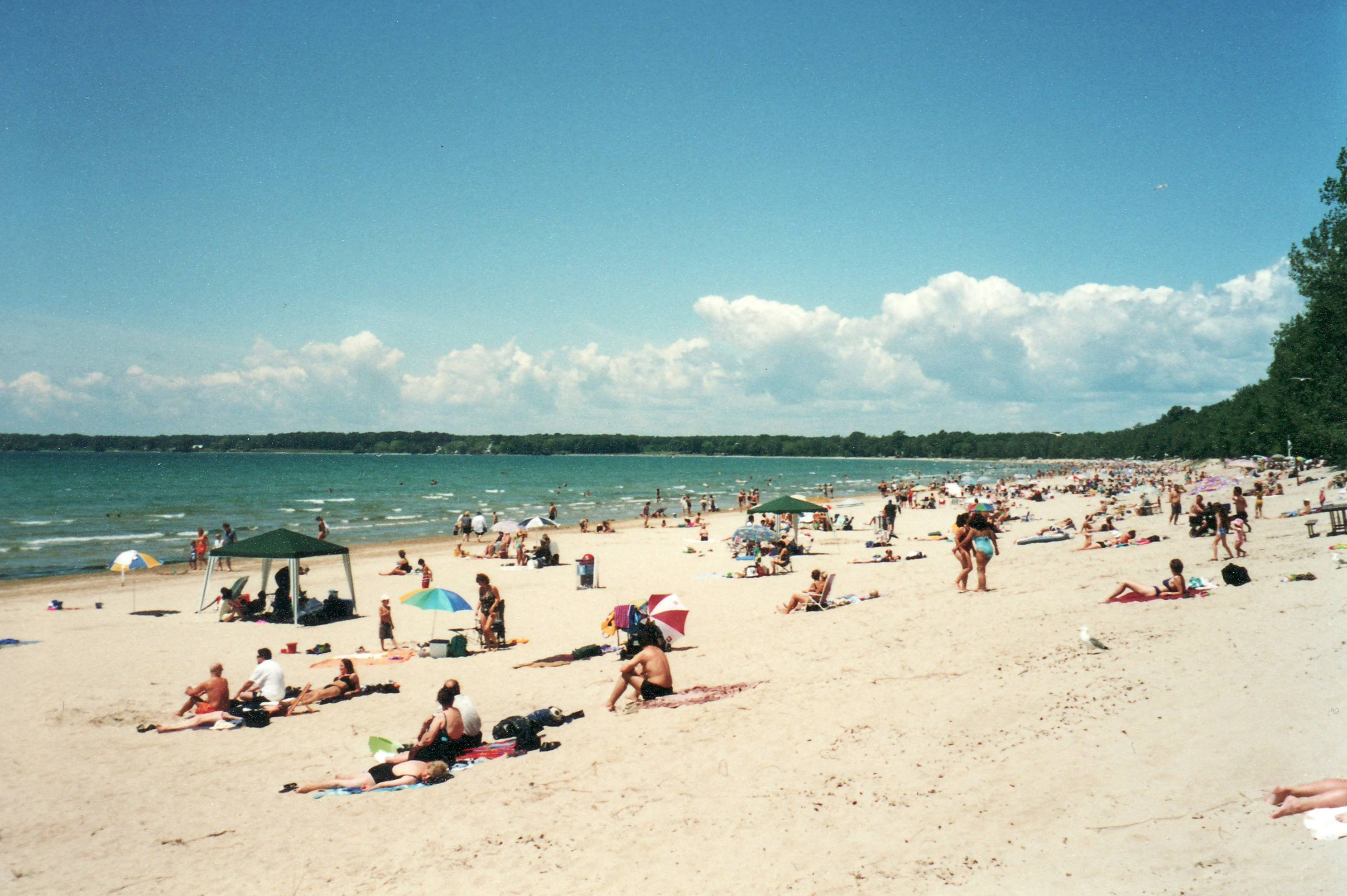
Sandbanks Provincial Park am Ontariosee

Ontario liegt in drei Hauptklimaregionen. Der größte Teil des Südostens sowie der südliche Teil des Golden Horseshoe besitzen ein feucht gemäßigtes und kontinentales Klima. In dieser Region herrschen heiße feuchte Sommer und kalte Winter vor. Insbesondere im Herbst und Winter werden die Temperaturen durch die Wasserfläche der Großen Seen etwas gemildert. Daraus ergibt sich eine längere Wachstumsphase als in Gegenden auf dem gleichen Breitengrad, die im Zentrum des Kontinents liegen. Die jährliche Niederschlagsmenge reicht von 750 mm bis 1000 mm und ist relativ gleichmäßig verteilt, mit einer Spitze im Sommer.
Die weiter nördlich liegenden und den Windströmungen zugewandten Regionen von Südontario sowie Zentral- und Ostontario und die südlichen Regionen von Nordontario besitzen ein harsches feuchtes Kontinentalklima. Hier herrschen kurze und warme bis heiße Sommer vor, mit kalten und längeren Wintern sowie einer kürzeren Wachstumsphase. Der südliche Teil dieser Region liegt an der Luvseite der Großen Seen, insbesondere des Huronsees.
In den nördlichsten Regionen Ontarios, hauptsächlich nördlich des 50. Breitengrades, herrscht ein subpolares Klima vor, mit langen, sehr kalten Wintern und kurzen warmen Sommern. Im Sommer kann es auch ganz im Norden warm werden, doch ist die Niederschlagsmenge deutlich geringer als im Süden. Da keine Bergketten die arktischen Luftmassen blockieren, können die Temperaturen im Winter unter −40 °C fallen. Oft ist der Boden von Oktober bis Mai schneebedeckt.

### Gliederung
→ Siehe auch: Verwaltungsgliederung Ontarios, Liste der Gemeinden in Ontario
Die Verwaltungsgliederung Ontarios ist vielfältig. Es gibt 445 Gemeinden, die auf vier verschiedene Arten gegliedert sind. Einstufige Gemeinden (single-tier municipalities) werden von einer einzigen städtischen Verwaltung regiert. Sie unterstehen weder einem County oder einer Regionalverwaltung, noch haben sie weitere Einheiten unter sich. Regionalgemeinden (regional municipalities) sind Verwaltungsgebiete, die ähnlich einem County aufgebaut sind, aber über mehr Kompetenzen verfügen. Countys (nur in Südontario) sind Verwaltungsbezirke, die nur sehr wenige Aufgaben erfüllen, da diese von den eigenständigen Gemeinden innerhalb des Bezirks wahrgenommen werden. Distrikte (districts) sind Gebiete in den dünn besiedelten Regionen Nordontarios, in denen die Provinzregierung die meisten Verwaltungsaufgaben übernimmt.
| Einstufige Gemeinden | Brant, Brantford, Chatham-Kent, Greater Sudbury, Haldimand, Hamilton, Kawartha Lakes, Norfolk, Ottawa, Prince Edward, Toronto |
| Regionalgemeinden    | Durham, Halton, Muskoka, Niagara, Oxford, Peel, Waterloo, York |
| Countys              | Bruce, Dufferin, Elgin, Essex, Frontenac, Grey, Haliburton, Hastings, Huron, Lambton, Lanark, Leeds and Grenville, Lennox and Addington, Middlesex, Northumberland, Perth, Peterborough, Prescott and Russell, Renfrew, Simcoe, Stormont, Dundas and Glengarry, Wellington |
| Distrikte            | Algoma, Cochrane, Kenora, Manitoulin, Nipissing, Parry Sound, Rainy River, Sudbury, Thunder Bay, Timiskaming |

## Geschichte

### Frühgeschichte
Der Name Ontario ist ein irokesisches Wort und bedeutet „schöner See“ oder „schönes Wasser“. Bevor die Europäer die Region erreichten, bewohnten Algonkin- (Anishinabe, Cree und Algonkin) und Irokesen-Stämme (Irokesen, Wyandot) das Land.

### Europäer und Indianer, britisch-französische Rivalität

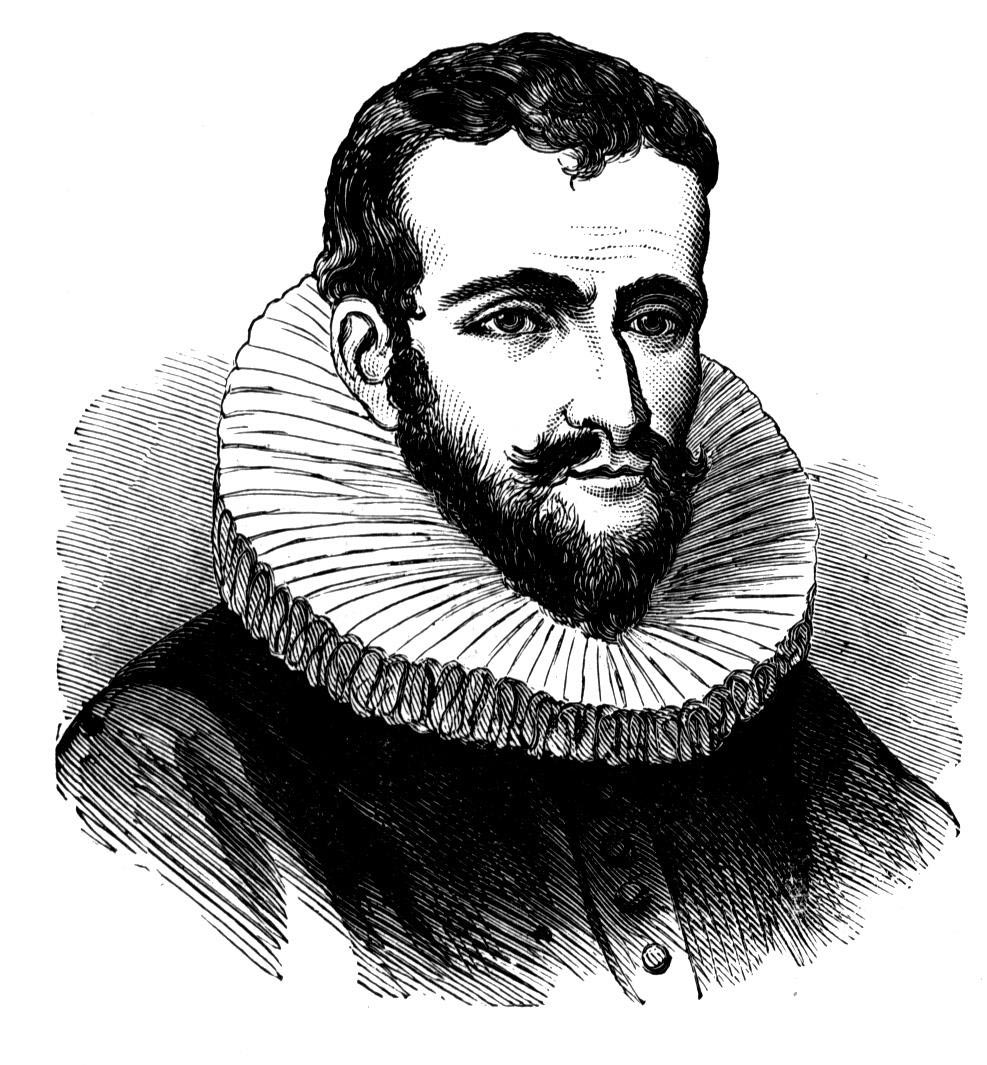
Henry Hudson

Der französische Entdecker Étienne Brûlé erforschte einen Teil des Gebiets in den Jahren 1610 bis 1612. Der englische Entdecker Henry Hudson segelte 1611 in die später nach ihm benannte Hudson Bay und nahm die Bucht für England in Besitz. Samuel de Champlain erreichte 1615 den Huronsee. Zu dieser Zeit begannen französische Missionare, kleine Vorposten entlang der Großen Seen zu errichten. Die Irokesen, die eine Allianz mit den Engländern eingegangen waren, gefährdeten aber diese französischen Siedlungen.
Die Engländer bzw. die Briten errichteten im späten 17. Jahrhundert Handelsposten an der Hudson Bay und strebten nach der Vorherrschaft in Ontario. Der Pariser Frieden von 1763, der den Siebenjährigen Krieg in Europa und den auf dem nordamerikanischen Nebenkriegsschauplatz beendete, führte dazu, dass fast ganz Neufrankreich an die Briten fiel.

### Britische Kolonialherrschaft
1774 wurde das Gebiet durch den Quebec Act ein Teil der Provinz Québec.
Von 1783 bis 1796 gewährte die britische Regierung den geflohenen amerikanischen Loyalisten je 200 acres (0,8 km²), um ihnen den Wiederaufbau einer Existenz zu ermöglichen. Durch diese Maßnahme stieg die Einwohnerzahl westlich des Ottawa River markant an, so dass die Provinz Québec 1791 mit dem Constitutional Act aufgeteilt wurde: das mehrheitlich englischsprachige Oberkanada westlich des Flusses, das mehrheitlich französischsprachige Niederkanada östlich davon.
Amerikanische Truppen schritten im Britisch-Amerikanischen Krieg (1812–1814) über den Niagara River sowie den Detroit River und fielen in Oberkanada ein. Sie wurden jedoch von britischen Soldaten, kanadischen Milizen und Kriegern der First Nations aufgehalten und zurückgeschlagen. Daraufhin erlangten die Amerikaner die Kontrolle über den Eriesee und den Ontariosee. Sie besetzten York (das spätere Toronto), plünderten die Stadt und setzten das Parlamentsgebäude in Brand, mussten sich aber bald darauf zurückziehen.
Nach Kriegsende nahm die Bevölkerung weiter zu. Ein Verbund aristokratischer Familien, der so genannte Family Compact, beherrschte das wirtschaftliche und politische Geschehen. Gegen diese Vorherrschaft regte sich zunehmend Widerstand und es entstanden republikanische Bewegungen. 1837 brachen zwei Aufstände aus, die beide die Einführung der Selbstverwaltung zum Ziel hatten, die von Louis-Joseph Papineau angeführte Niederkanada-Rebellion und die von William Lyon Mackenzie angeführte Oberkanada-Rebellion (siehe auch Rebellionen von 1837).
Zwar wurden beide Aufstände rasch niedergeschlagen, doch die britische Regierung entsandte Lord Durham, um die Ursachen der Unruhen zu untersuchen. Er schlug die Einführung der Selbstverwaltung vor sowie die Vereinigung von Ober- und Niederkanada, um die französischen Kanadier allmählich zu assimilieren (was letztlich jedoch nicht gelang). Mit dem Act of Union 1840 wurden die beiden Kolonien zur Provinz Kanada vereinigt. Das Recht zur Selbstverwaltung wurde 1848 gewährt.
Eine unüberwindbare politische Pattsituation zwischen englisch- und französischsprachigen Abgeordneten sowie die Angst vor amerikanischer Aggression während des Sezessionskriegs waren dafür ausschlaggebend, dass sich die führenden Politiker in Britisch-Nordamerika in mehreren Konferenzen darauf einigten, die verschiedenen britischen Kolonien zu vereinigen. Mit der Gründung der Kanadischen Konföderation am 1. Juli 1867 wurde die Provinz Kanada entlang der alten Grenzen in Québec und Ontario geteilt.

### Das entstehende Kanada, ab 1867

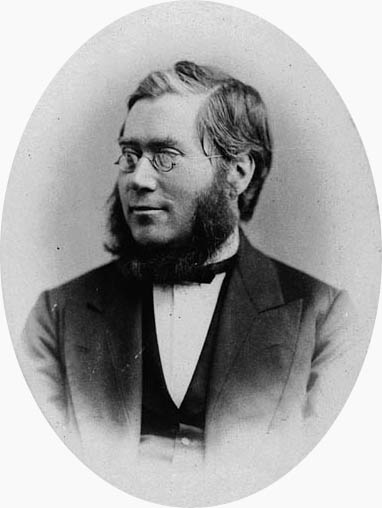
Oliver Mowat

Oliver Mowat, Premierminister der Provinz von 1872 bis 1896, schwächte die Macht der Bundesregierung in Angelegenheiten der Provinz, üblicherweise durch gut formulierte Berufungen bei der Justizkommission des britischen Privy Council. Mowat erreichte eine weitaus größere Dezentralisierung des Landes und Machtfülle der Provinzen, als es jemals Absicht von John Macdonald gewesen war. Er baute das Bildungswesen aus, reorganisierte die Verwaltungsgliederung und sicherte für Ontario jene Gebiete im Nordwesten, die historisch nicht Teil von Oberkanada gewesen waren (nördlich des Oberen Sees und westlich der Hudson Bay).
Während Mowats Amtszeit entwickelte sich Ontario zum wirtschaftlichen Zentrum des Landes. Die Ausbeutung der mineralischen Rohstoffe wurde Ende des 19. Jahrhunderts intensiviert, was zur Gründung zahlreicher Minenstädte im Norden führte, wie z. B. Sudbury. Die Provinz ließ zahlreiche Wasserkraftwerke errichten und schuf die staatliche Hydro-Electric Power Commission of Ontario, später Ontario Hydro. Die Verfügbarkeit billiger elektrischer Energie erleichterte die Entwicklung der Industrie zusätzlich.
Im Juli 1912 erließ die konservative Regierung von James Whitney das umstrittene Reglement 17, das den Schulunterricht der Minderheit der Franko-Ontarier in französischer Sprache stark einschränkte. Dieser Erlass stieß bei den Frankokanadiern auf erbitterten Widerstand; der Journalist Henri Bourassa schmähte die Regierung als „die Preußen von Ontario“, eine Anspielung auf die deutsch-französische Erbfeindschaft, die zum Ersten Weltkrieg geführt hatte. Reglement 17 konnte nie vollständig umgesetzt werden und wurde schließlich zum großen Teil 1927 aufgehoben; frankophone Schulen sind erst seit 1968 wieder erlaubt.
Unter dem Einfluss der Vereinigten Staaten führte die Regierung von William Howard Hearst 1916 die Alkoholprohibition ein. Privatpersonen konnten jedoch Schnäpse für den Eigengebrauch brennen und Unternehmen durften weiterhin für den Export produzieren. Dies führte zu einem regen Schnapsschmuggel in die USA, wo Alkohol gänzlich verboten war. 1927 wurde die Prohibition aufgehoben, die Provinzregierung regulierte jedoch die Produktion und den Verkauf von Alkohol in erheblichem Maße. So dürfen bis heute hochprozentige alkoholische Getränke nur in Läden des Liquor Control Board of Ontario verkauft werden.

### Seit dem Zweiten Weltkrieg: Wirtschaftswachstum und Sprachenkonflikte
Die Zeit nach dem Zweiten Weltkrieg war von einem außergewöhnlichen Wachstum geprägt. Ontario und insbesondere der Großraum Toronto zogen bei weitem die meisten Einwanderer an. Waren dies in den 1950er und 1960er Jahren hauptsächlich Europäer, so folgten nach Anpassungen der Einwanderungsgesetze Menschen von anderen Kontinenten, insbesondere aus Asien. Ontario wandelte sich von einer in hohem Maße britisch geprägten Provinz zu einer der ethnisch vielfältigsten Regionen Nordamerikas.
Die nationalistische Bewegung in Québec, insbesondere nach dem Wahlsieg der Parti Québécois im Jahr 1976, führte zu einer Wanderungsbewegung von Unternehmen und englischsprachigen Kanadiern von Québec nach Ontario. Unter anderem infolgedessen überholte Toronto schließlich Montreal als größte Stadt und wirtschaftliches Zentrum Kanadas. Weiterhin führten schwierige wirtschaftliche Verhältnisse in den Seeprovinzen dort zu einem Bevölkerungsrückgang und zu einer starken Binnenwanderung nach Ontario.

## Bevölkerung
| 1851 | 952.004   | 1951 | 4.597.542  |
| 1861 | 1.396.091 | 1961 | 6.236.092  |
| 1871 | 1.620.851 | 1971 | 7.703.105  |
| 1881 | 1.926.922 | 1981 | 8.625.107  |
| 1891 | 2.114.321 | 1991 | 10.084.885 |
| 1901 | 2.182.947 | 2001 | 11.410.046 |
| 1911 | 2.527.292 | 2011 | 12.851.821 |
| 1921 | 2.933.662 | 2016 | 13.448.494 |
| 1931 | 3.431.683 | 2021 | 14.223.942 |
| 1941 | 3.787.655 |      |            |

Bei der Volkszählung 2006 wurden 12.160.282 Einwohner ermittelt, was gegenüber 2001 einer Zunahme von 6,6 % entspricht. Somit liegt Ontario über dem landesweiten Durchschnitt von 5,4 %. Der Anteil Ontarios an der Gesamtbevölkerung Kanadas beträgt 38,5 %.
Bei der Volkszählung 2001 bezeichneten sich 29,7 % der Bevölkerung als „Kanadier“. 24,0 % waren englischer, 16,3 % schottischer, 15,6 % irischer, 10,9 % französischer, 8,6 % deutscher, 6,9 % italienischer und 4,6 % chinesischer Abstammung (Mehrfachantworten möglich). Der Anteil der Ureinwohner ist gering (2,2 % First Nations, 0,5 % Métis).
Wichtigste Sprache ist Englisch; etwa 5 % der Bevölkerung gehören der Minderheit der Franko-Ontarier an, der größten französischsprachigen Gemeinschaft Kanadas außerhalb von Québec. Nach dem „French Language Services Act“ müssen Provinzbehörden in einzelnen Bezirken (mind. 5.000 Einzelpersonen oder 10 % der Bevölkerung) Dienstleistungen auch in französischer Sprache anbieten. Im Bereich der Rechtsprechung gelten hinsichtlich der Nutzung der französischen Sprache nochmal zusätzliche Regeln.
34,9 % der Bevölkerung sind protestantisch, 34,7 % römisch-katholisch. 2,3 % sind christlich-orthodox und 2,7 % nicht näher definierte Christen; z. B. ist Ontario das Zentrum der Amischen in Kanada. 3,1 % bekennen sich zum Islam, 1,9 % zum Hinduismus und 4,1 % zu sonstigen Religionen. 16,3 % machten keine Angaben.

## Größte Städte nach Einwohnerzahl
| Rang | Stadt       | 2011      | 2006      | 2001      |
| ---- | ----------- | --------- | --------- | --------- |
| 1.   | Toronto     | 2.615.061 | 2.503.281 | 2.481.494 |
| 2.   | Ottawa      | 883.391   | 812.129   | 774.072   |
| 3.   | Mississauga | 713.443   | 668.549   | 612.925   |
| 4.   | Brampton    | 523.911   | 433.806   | 325.428   |
| 5.   | Hamilton    | 519.949   | 504.559   | 490.268   |
| 6.   | London      | 366.151   | 352.395   | 336.539   |
| 7.   | Markham     | 301.709   | 261.573   | 208.615   |
| 8.   | Vaughan     | 288.301   | 238.866   | 182.022   |
| 9.   | Kitchener   | 219.153   | 204.668   | 190.399   |
| 10.  | Windsor     | 210.891   | 216.473   | 208.402   |

| Rang | Stadt           | 2011    | 2006    | 2001    |
| ---- | --------------- | ------- | ------- | ------- |
| 11.  | Oakville        | 182.520 | 165.613 | 144.738 |
| 12.  | Richmond Hill   | 185.541 | 162.704 | 132.030 |
| 13.  | Burlington      | 175.779 | 164.415 | 150.836 |
| 14.  | Greater Sudbury | 160.274 | 157.857 | 155.219 |
| 15.  | Oshawa          | 149.607 | 141.590 | 139.051 |
| 16.  | Barrie          | 135.711 | 128.430 | 103.710 |
| 17.  | St. Catharines  | 131.400 | 131.989 | 129.170 |
| 18.  | Cambridge       | 126.748 | 120.371 | 110.372 |
| 19.  | Kingston        | 123.363 | 117.207 | 114.195 |
| 20.  | Guelph          | 121.688 | 114.943 | 106.170 |

## Politik

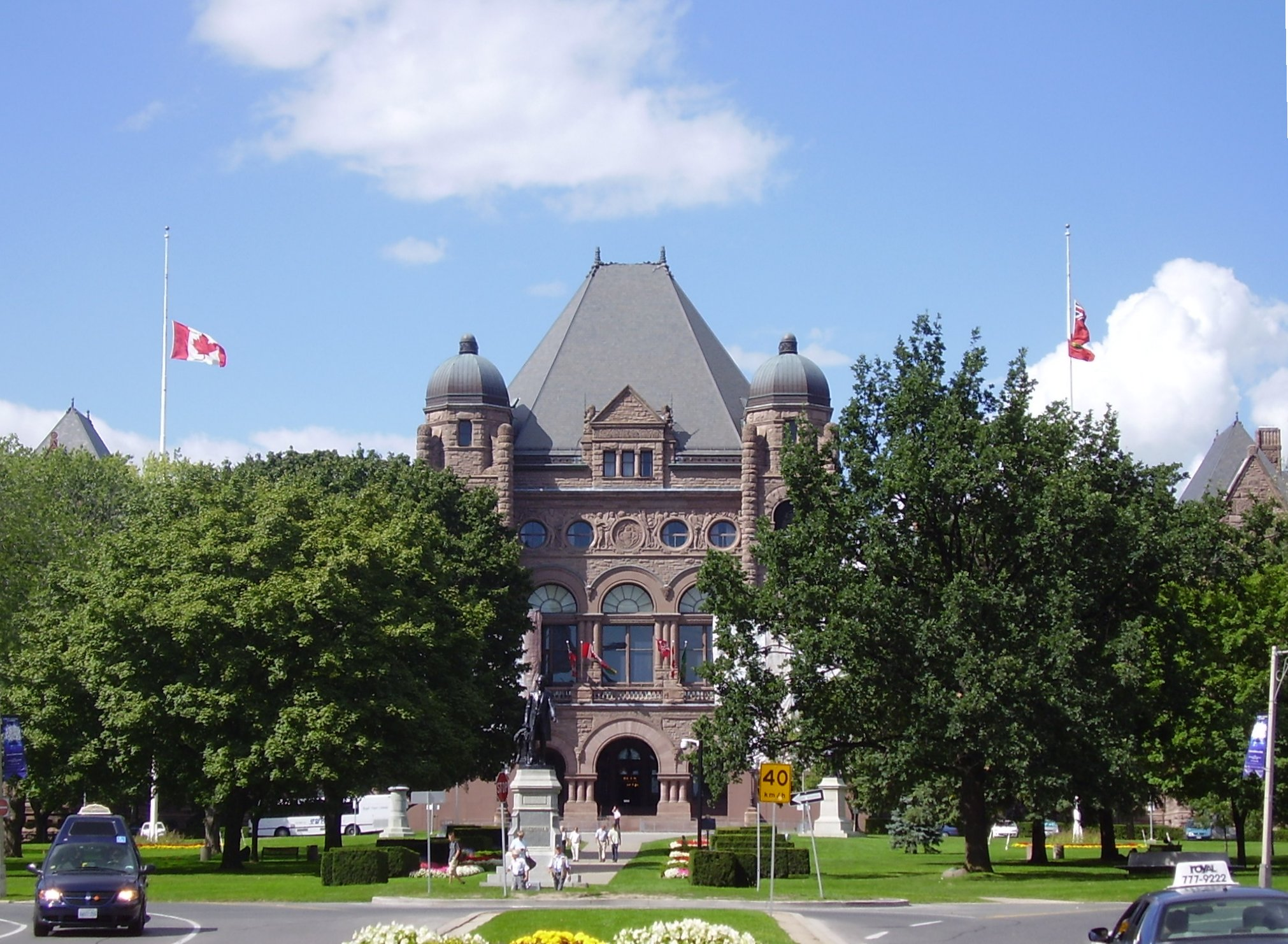
Parlamentsgebäude von Ontario in Toronto

Das politische System von Ontario basiert auf dem Westminster-System, mit einem Einkammernparlament, der Legislativversammlung. Diese besteht aus 107 Mitgliedern, die in ebenso vielen Wahlkreisen nach dem Mehrheitswahlsystem gewählt werden. Seit 2004 ist die Länge der Legislaturperiode auf vier Jahre beschränkt. Zuvor konnte der Vizegouverneur auf Anraten des Premierministers innerhalb eines bestimmten Zeitrahmens das Parlament vorzeitig auflösen und Neuwahlen ansetzen, der britischen Parlamentstradition entsprechend. Amtierender Premierminister ist Doug Ford, Vizegouverneurin ist Elizabeth Dowdeswell.
Drei Parteien bestimmen das politische Geschehen in Ontario. In den letzten Jahrzehnten stellten sowohl die liberale Ontario Liberal Party als auch die konservative Progressive Conservative Party of Ontario und die sozialdemokratische Ontario New Democratic Party während einer gewissen Zeit die Regierung.
Ontario stehen zurzeit 106 Sitze im Unterhaus und gemäß der kanadischen Verfassung 24 Sitze im Senat zu. Die Provinz gilt auf Bundesebene als Hochburg der Liberalen Partei Kanadas. Da in Ontario die meisten Sitze zu vergeben sind, ist für jede Partei, die auf einen Wahlsieg hofft, die Unterstützung dieser Provinz von entscheidender Bedeutung.

## Wirtschaft

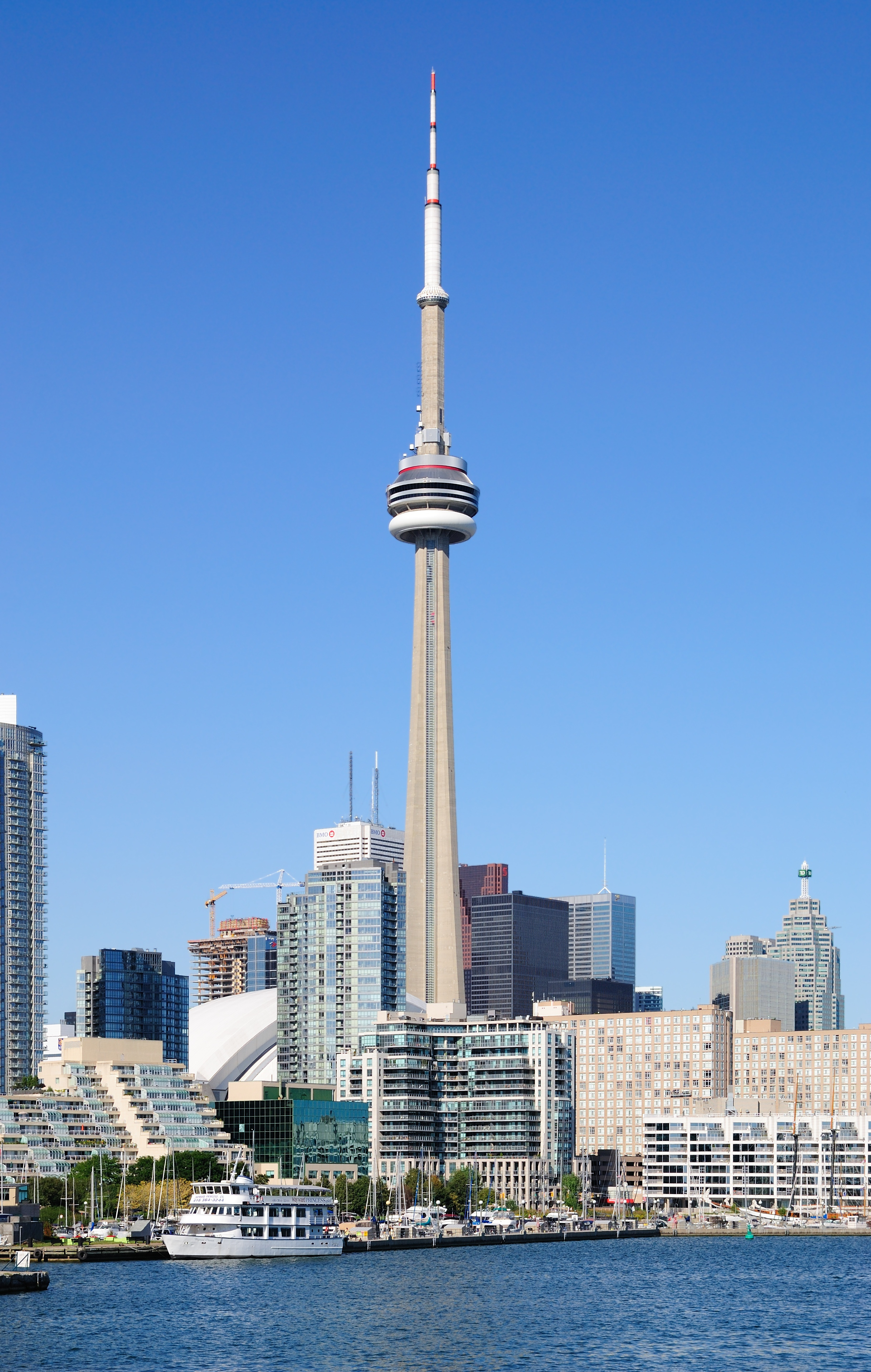
Der CN Tower in Toronto ist der dritthöchste Fernsehturm der Welt

Einst der dominierende Wirtschaftszweig, beschäftigt die Landwirtschaft heute nur noch einen kleinen Prozentsatz der Erwerbstätigen. Vorherrschend sind Viehzucht, Weizenanbau und Milchwirtschaft. Auf der Niagara-Halbinsel und entlang des Eriesees konzentrieren sich Obst-, Trauben- und Gemüseanbau. Massey Ferguson, einst der weltweit wichtigste Hersteller von Landwirtschaftsmaschinen, wurde in Ontario gegründet.
Ontarios Flüsse schaffen ein großes Potenzial für die Erzeugung von elektrischem Strom aus Wasserkraft. Seit der Privatisierung der staatlichen Gesellschaft Ontario Hydro im Jahr 1999 hält die Ontario Power Generation einen Anteil von 85 % an der Elektrizitätsproduktion in der Provinz. 41 % der Energie ist nuklear, 30 % stammt aus Wasserkraft und 29 % aus fossilen Brennstoffen.
Um das politische Ziel einer Energiewende zu regenerativen Energien zu fördern, führte Ontario 2009 das Green Energy Act ein, eine direkte Kopie des deutschen Erneuerbare-Energien-Gesetzes mit Einspeisevergütungen. Im Jahre 2014 vollzog Ontario den Ausstieg aus der Kohleverstromung, als das letzte Kohlekraftwerk in der Thunder Bay auf Biomasse umgerüstet wurde. 2003 waren noch Kohlekraftwerke mit einer Gesamtleitung von 7500 Megawatt am Netz, was einem Viertel der gesamten Kapazitäten zur Stromerzeugung in Ontario entsprach. 2003 wurde auch der Prozess zum Ausstieg aus der Kohle eingeleitet. Ontario ist die erste größere Verwaltungseinheit weltweit, welche einen solchen Plan erfolgreich in die Tat umsetzte. Potenziale zur Einsparung von Energie werden nicht in größerem Maße genutzt, der Pro-Kopf-Verbrauch an Energie ist in Ontario deutlich höher als im benachbarten New York State.
Der Reichtum an natürlichen Ressourcen, gut ausgebaute Transportwege in die USA und der Zugang für Containerschiffe über die Großen Seen zum Meer haben zur dominierenden Stellung der Industrie in Ontario geführt. Dies trifft insbesondere auf das Golden Horseshoe zu, die am stärksten industrialisierte Region Kanadas. Bedeutende Branchen sind die Automobilindustrie, die Eisen- und Stahlverarbeitung, die Nahrungsmittelverarbeitung, die Elektroindustrie, die Maschinenindustrie, die chemische Industrie und die Papierindustrie. 2004 überholte Ontario mit 2,696 Millionen produzierten Automobilen das benachbarte Michigan.
Toronto ist das Zentrum des kanadischen Finanz- und Bankenwesens, während in Städten wie Markham, Waterloo und Ottawa die Informationstechnik eine bedeutende Rolle spielt. Hamilton ist das kanadische Zentrum der Stahlproduktion, Sarnia ein Zentrum der Petrochemie. Die Wirtschaft im Norden der Provinz stützt sich auf Bergbau und Forstwirtschaft. Entlang der Seen ist der Tourismus von großer Bedeutung.
Ein weiterer wichtiger Wirtschaftsteil ist das Filmproduktionsgewerbe. Neben Vancouver befindet sich in Toronto der zweitgrößte Filmproduktionsstandort Kanadas – konzentriert auf zwei große Filmstudios, in denen sowohl kanadische als auch US-amerikanische Kinofilme, TV-Spielfilme, TV-Serien und Fernsehshows produziert werden. Dank zahlreicher weiterer Filmstudios, die sich nicht nur auf das übrige Ontario verteilen, sondern auch auf andere Provinzen, wurde Kanada – nach Los Angeles und New York City – zum drittgrößten Filmproduktionsstandort Nordamerikas und wird dementsprechend mitunter auch als „Hollywood North“ bezeichnet.

## Bildung und Forschung

### Schulen
In Kanada sind die Provinzen für die Schulbildung selbst verantwortlich. Die Grund- und weiterführende Schulen bis Klasse 12 (High Schools) in Ontario unterstehen der Aufsicht des Ministry of Education (EDU). In den Schulen der Provinz wird für gewöhnlich Englisch als Erstsprache und Französisch als Zweitsprache gelehrt. Im Schuljahr 2007/2008 waren insgesamt 1.371.485 schulpflichtige Kinder und Jugendliche in den Schulen der Provinz eingeschrieben. Insgesamt gab die Provinz für die öffentlichen Schulen rund 15,4 Milliarden C $ aus.
Bei den PISA-Studien fiel Ontario durch ein gutes Abschneiden auf. Der Fullan-Bericht (Michael Fullan, 2013) mit dem Titel Great to Excellent fordert einen Schwerpunkt auf den 6 C: Character, Cititzenship (Staatsbürgerschaft), Communication, Critical thinking (kritisches Denken und Problemlösung), Cooperation (Zusammenarbeit und Teamarbeit) sowie Creativity (Kreativität und Vorstellungskraft). Der Bericht fordert auch weitere schulische Innovationen dafür, nachdem bereits in 10 Jahren zuvor große Fortschritte sichtbar geworden waren. Erfolgreich war die Literacy and Numeracy Initiative, die den Lehrplan für die Sprach- und Mathematikkompetenzen umfassend erneuerte. Eine Online-Plattform Virtual Learning Environment stellt optimierte Materialien zur Verfügung. Spezielle Lehrerteams kümmerten sich um Schüler mit schlechten Leistungen, die Absolventenquote ist deutlich gestiegen. Schulleitungen arbeiteten freier und kreativer, um Lösungen zu finden.

### Universitäten
Die Hochschulen und Universitäten der Provinz unterstehen der Aufsicht des Ontario Ministry of Training, Colleges and Universities (MTCU). In der Provinz befinden sich 22 staatliche Universitäten, 24 Colleges, 17 privatfinanzierte kirchliche Universitäten und über 500 Private Career Colleges. Zu den größten und weltweit bekannteren Universitäten in Kanada zählt die University of Toronto mit rund 73.000 Studenten die über mehrere Campusanlagen in Toronto sowie in Vororten wie Mississauga verfügt. Die zweitgrößte Universität ist die York University mit rund 52.290 Studenten, gefolgt von der Universität Ottawa mit rund 38.700 Studenten.

## Verkehr

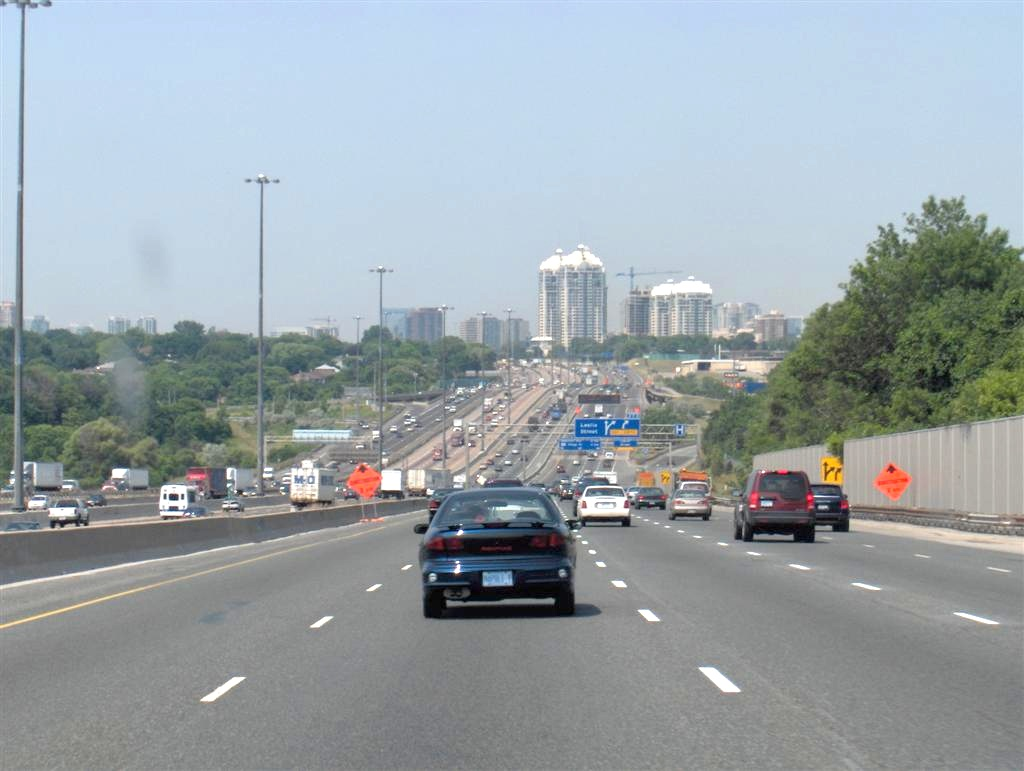
Highway 401 bei Toronto

Es existieren zwei historisch gewachsene Verkehrskorridore, die beide ihren Ausgangspunkt in Montreal haben. Der nördliche führt entlang des Ottawa-Flusses und dann weiter nach Manitoba. An ihr liegen Städte wie Ottawa, North Bay, Sudbury, Sault Ste. Marie und Thunder Bay. Von weitaus größerer Bedeutung ist der südliche Korridor entlang des Sankt-Lorenz-Stroms, des Ontariosees und des Eriesees nach Michigan. Bedeutende Städte an dieser Route sind Kingston, Oshawa, Toronto, Mississauga, Kitchener, Waterloo, London, Sarnia und Windsor. Die meisten wichtigen Verkehrswege Ontarios folgen einem dieser Korridore.
Autobahnen verlaufen meist im südlichen Korridor. Sie verbinden die größten Städte miteinander und führen zu den wichtigsten Grenzübergängen wie den Detroit-Windsor Tunnel, die Ambassador Bridge und die Blue Water Bridge. Die wichtigste Straßenverbindung ist der Highway 401, die als meistbefahrene Autobahn der Welt gilt. Der Highway 417 bildet einen Teil des Trans-Canada Highway, während Highway 400 in den Norden Ontarios führt.
Der Sankt-Lorenz-Seeweg entlang der südlichen Provinzgrenze ist der Hauptverkehrsweg für die Binnenschifffahrt, insbesondere für Massengüter wie Eisenerz und Weizen. Die Großen Seen und der Sankt-Lorenz-Strom waren einst auch bedeutende Verkehrswege für den Personentransport.

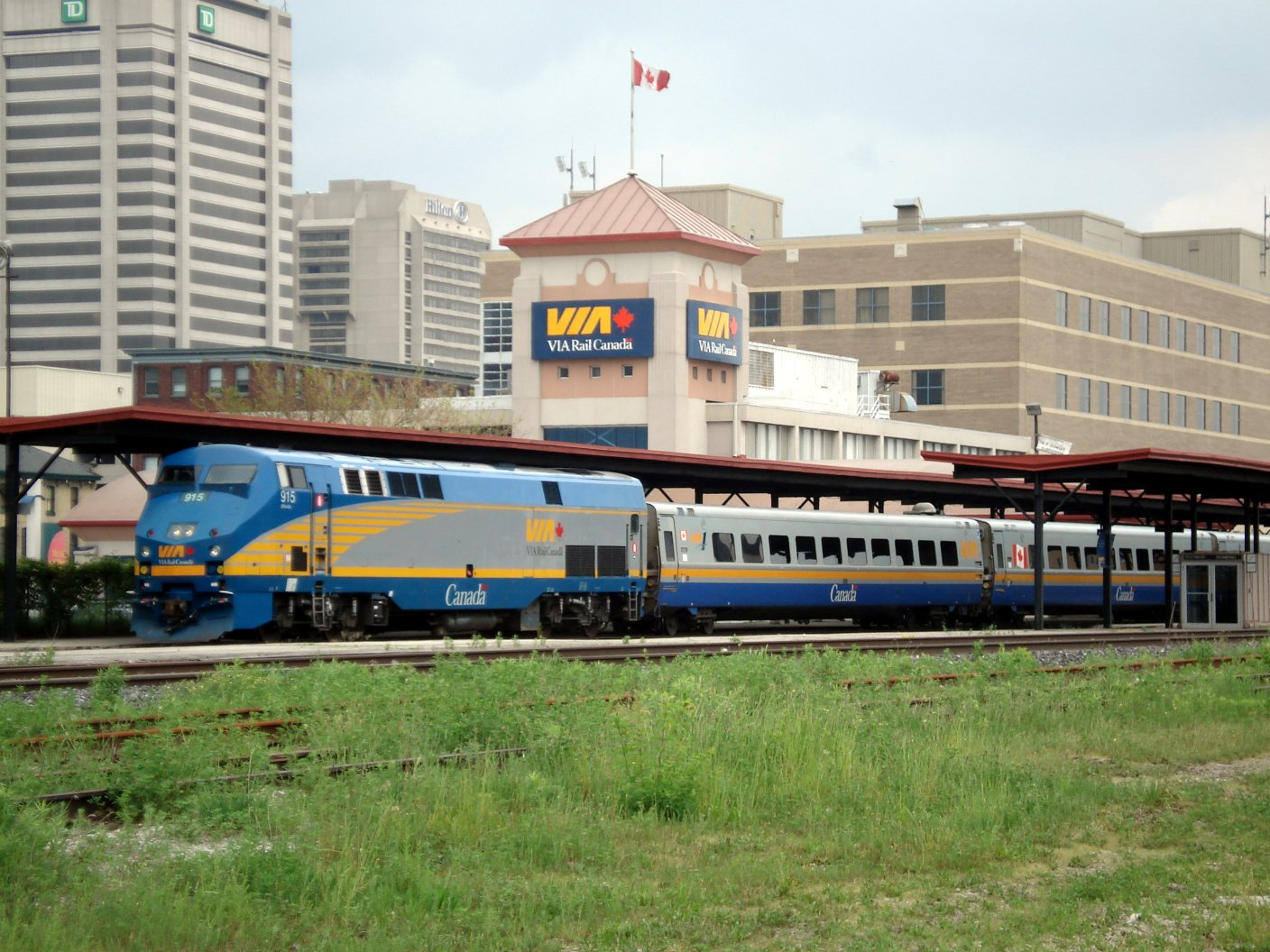
Ein Zug von VIA Rail in London

VIA Rail betreibt den interregionalen Schienenpersonenverkehr entlang des Québec-Windsor-Korridors. Zusätzlich bietet Amtrak Personenzüge nach Buffalo, Albany und New York City an. Ontario Northland betreibt Personenverkehr und Schienengüterverkehr in den Norden der Provinz. Der Schienengüterverkehr wird von den Gesellschaften Canadian Pacific Railway und Canadian National Railway dominiert. GO Transit betreibt Schienenpersonennahverkehr im Großraum Toronto und im Golden Horseshoe. Die Toronto Transit Commission betreibt die einzigen U-Bahn- und Straßenbahnnetze der Provinz. In Ottawa wird mit dem O-Train ein Pilotprojekt für ein Stadtbahnnetz betrieben.
Der Toronto Pearson International Airport ist mit über 30 Millionen Fluggästen jährlich der meistfrequentierte Flughafen der Provinz und Kanadas. Weitere bedeutende Flughäfen sind der Ottawa Macdonald-Cartier International Airport sowie Torontos zweiter Flughafen, Billy Bishop Toronto City Airport. Die meisten Städte Ontarios verfügen über Regionalflughäfen, die überwiegend von kleineren Fluggesellschaften angeflogen werden. Isolierte Siedlungen im Norden sind auf den Luftverkehr angewiesen, da sie vielfach nicht an das Straßen- oder Schienennetz angeschlossen sind.